# José Franco (acteur)
José Franco (Argentine, 1886 — ibid., 1966) était un acteur argentin de cinéma et de théâtre. Il fit partie du premier comité de direction de l’Association argentine des acteurs, fondée en mars 1919. Il était le père des comédiennes Herminia, Nélida et Eva Franco.

## Filmographie
- Pobre, mi madre querida (1948)
- ¡Gaucho! (1942)
- Santos Vega (1936).